# Distretto di Derecske
Il distretto di Derecske (in ungherese Derecskei járás) è un distretto dell'Ungheria, situato nella provincia di Hajdú-Bihar.